# Конвенция о международной гражданской авиации
Конвенция о международной гражданской авиации (англ. Convention on International Civil Aviation), также известная как «Чикагская конвенция» — конвенция, которая установила основные принципы работы международной авиации, в частности, правила полётов над территорией страны-участницы, принцип национальной принадлежности воздушного судна, облегчение международных полетов, международные стандарты и рекомендуемую практику (SARPs), и т. д. Кроме того, конвенция предусматривает создание Международной организации гражданской авиации (ИКАО, ICAO), которая, являясь ассоциированным органом при ООН, должна контролировать исполнение положений конвенции и приложений к ней, а также проводить своевременный пересмотр и дополнение содержащихся в приложениях SARPs.
Документ был подписан 7 декабря 1944 г. в Чикаго, штат Иллинойс, США 52 государствами-участниками. В память об этом событии ежегодно 7 декабря отмечается Международный день гражданской авиации, учреждённый Генеральной Ассамблеей ООН в 1996 году.
Двадцать шестая ратификация (необходимое условие для вступления конвенции в силу) произошла 5 марта 1947 г. и конвенция вступила в силу для ратифицировавших её государств 4 апреля 1947 г. В октябре того же года ИКАО стала специализированным агентством при ООН.
Первоначальный вариант Конвенции был составлен лишь на английском языке. 24 сентября 1968 года в Буэнос-Айресе был подписан Протокол («Буэнос-Айресский протокол») об аутентичном трехъязычном тексте Конвенции, вступивший в силу 24 октября того же года — были добавлены тексты Конвенции на французском и испанском языках. Текст на русском языке был принят 30 сентября 1977 года согласно Протоколу, подписанному в Монреале («Протокол об аутентичном четырёхъязычном тексте»), который вступил в силу 16 сентября 1999 года.
Конвенция продолжает действовать одинаково в условиях войны и чрезвычайных ситуаций, независимо от того, какие страны находятся в конфликте.

## Присоединение к Конвенции СССР и передача полномочий России
Советский Союз в соответствие с решением Правительства подписал данную Конвенцию только 14 ноября 1970 года и одновременно вступил в Международную Организацию гражданской авиации (ICAO).
24 декабря 1991 года в связи с прекращением существования СССР и образованием Российской Федерации Генеральному секретарю ООН было направлено уведомление о сохранении Российской Федерацией в полной мере ответственности за все права и обязательства СССР в соответствии с Уставом ООН. Одновременно президенту Совета ICAO была вручена дипломатическая нота, в которой ставилось в известность о правопреемственности Российской Федерации всех прав и обязательств СССР в Международной организации гражданской авиации.

## Приложения к Конвенции
Приложения к Конвенции о международной гражданской авиации содержат международные стандарты и рекомендуемую практику, принимаемые Советом Международной организации гражданской авиации в соответствиями с положениями главы VI «Международные стандарты и рекомендуемая практика» Конвенции.
В соответствии со статьёй 37 каждое государство — участник конвенции обязуется сотрудничать в обеспечении максимального единообразия правил, стандартов, процедур и организации касательно воздушных судов, персонала, воздушных трасс и вспомогательных служб по всем вопросам, в которых это будет содействовать развитию и совершенствованию аэронавигации. В том случае, если государство посчитает необходимым использование собственных правил и практики, то, в соответствии со статьёй 38, оно обязано уведомить Организацию о существующих различиях. Совет, в свою очередь, незамедлительно уведомляет об этих различиях другие государства.
Приложения приняты на шести языках: русском, английском, арабском, испанском, китайском и французском — официальных языках ООН. Каждое государство — участник конвенции должно выбрать для внутреннего использования текст на одном из перечисленных языков или в переводе на свой язык, о чём должно уведомить Организацию.
Список приложений к Чикагской конвенции:
- Приложение 1 Выдача свидетельств авиационному персоналу.
- Приложение 2 Правила полётов.
- Приложение 3 Метеорологическое обеспечение международной аэронавигации. Части 1 и 2.
- Приложение 4 Аэронавигационные карты.
- Приложение 5 Единицы измерения, подлежащие использованию в воздушных и наземных операциях.
- Приложение 6 Эксплуатация воздушных судов. Часть 1. Международный коммерческий воздушный транспорт. Самолёты.
- Приложение 6 Эксплуатация воздушных судов. Часть 2. Международная авиация общего назначения. Самолёты.
- Приложение 6 Эксплуатация воздушных судов. Часть 3. Международные полеты. Вертолёты.
- Приложение 7 Национальные и регистрационные знаки воздушных судов.
- Приложение 8 Лётная годность воздушных судов.
- Приложение 9 Упрощение формальностей.
- Приложение 10 Авиационная электросвязь. Том 1. Радионавигационные средства.
- Приложение 10 Авиационная электросвязь. Том 2. Правила связи, включая правила, имеющие статус PANS.
- Приложение 10 Авиационная электросвязь. Том 3. Системы связи. Часть 1. Системы передачи цифровых данных. Часть 2. Системы речевой связи.
- Приложение 10 Авиационная электросвязь. Том 4. Системы наблюдения и предупреждения столкновений.
- Приложение 10 Авиационная электросвязь. Том 5. Использование авиационного радиочастотного спектра.
- Приложение 11 Обслуживание воздушного движения.
- Приложение 12 Поиск и спасание.
- Приложение 13 Расследование авиационных происшествий и инцидентов.
- Приложение 14 Аэродромы. Том 1. Проектирование и эксплуатация аэродромов.
- Приложение 14 Аэродромы. Том 2. Вертодромы.
- Приложение 15 Службы аэронавигационной информации.
- Приложение 16 Охрана окружающей среды. Том 1. Авиационный шум.
- Приложение 16 Охрана окружающей среды. Том 2. Эмиссия авиационных двигателей.
- Приложение 17 Безопасность. Защита международной гражданской авиации от актов незаконного вмешательства.
- Приложение 18 Безопасная перевозка опасных грузов по воздуху.
- Приложение 19 Управление безопасностью полётов.